# Ngữ hệ Nhật Bản-Lưu Cầu
Ngữ hệ Nhật Bản-Lưu Cầu hay ngữ tộc Nhật-Lưu (日琉語族 (Nhật Lưu ngữ tộc)/ にちりゅうごぞく Nichiryū gozoku) là một nhóm ngôn ngữ tập trung tại Nhật Bản và Quần đảo Lưu Cầu đã phát triển độc lập với các ngôn ngữ khác sau nhiều thế kỷ. Ngữ hệ Nhật Bản được chia ra làm 2 nhóm chính: tiếng Nhật và Nhóm Lưu Cầu (Ryukyu). Chi tiếng Nhật chỉ gồm duy nhất tiếng Nhật. Chi Lưu Cầu (Ryukyu) chia làm 2 nhóm ngôn ngữ, một nhóm bao gồm trực tiếp các ngôn ngữ thành viên và nhóm còn lại tiếp tục phân thành 2 nhánh ngôn ngữ (hay trong một số trường hợp còn được định danh là tiểu nhóm ngôn ngữ, tùy thuộc vào mức độ chính xác của từng định nghĩa chi, nhóm, nhánh khác nhau đang được sử dụng). Ngữ hệ Nhật Bản có 12 ngôn ngữ thành viên, tất cả trong số đó đều đang được duy nhất những cư dân đang sống trên đất Nhật sử dụng.
Tuy các ngôn ngữ thuộc hệ này đã được phát triển biệt lập, nhiều nhà ngôn ngữ học vẫn đang tìm kiếm các liên hệ giữa chúng với các ngôn ngữ khác. Một thuyết được để ý nhất đề nghị xếp hệ này cùng với một ngôn ngữ đã mai một – tiếng Goguryeo – vào Nhóm Fuyu. Một thuyết khác nhắc đến những điểm giống nhau về ngữ pháp giữa các ngôn ngữ trong hệ này và tiếng Triều Tiên – tuy không giải thích được về sự khác biệt về từ vựng.

## Sơ đồ của ngữ hệ Nhật Bản
Sự phân chia cụ thể của ngữ hệ này như sau:
Ngữ hệ Nhật-Lưu
- Tiếng Nhật
- Tiếng Lưu (Ryukyu)
  - Nhóm Yểm-Xung (Amami-Okinawa)
    - Nhánh phía Bắc: 
      - tiếng Yểm Mĩ (Amami-Oshima)
      - Hỉ Giới (Kikai)
      - Đức Chi Đảo (Toku-No-Shima).

    - Nhánh phía Nam: 
      - Xung Vắng Lương Bộ (Oki-No-Erabu)
      - Xung Thằng (Okinawa)
      - Quốc Đầu (Kunigami)
      - Dữ Luận (Yoron).

  - Nhóm Tiên Đảo (Sakishima): 
    -       - Cung Cổ (Miyako)
      - Bát Trọng Sơn (Yaeyama)
      - Dữ Na Quốc (Yonaguni).

Nhiều nhà ngôn ngữ học lại có ý kiến khác về nhóm Lưu Cầu như sau đây:
- Nhóm ngôn ngữ Lưu Cầu (Ryukyuan)
  - Nhóm Yểm Mĩ (Amami)
    - Các giọng bắc: Ốc Cửu Đảo (Yakushima), Bắc Đại Đảo (Bắc Oshima)
    - Các giọng nam: Dữ Luận (Yoron), Nam Đại Đảo (Nam Oshima)

  - Nhóm Xung Thằng (Okinawa)
    - Giọng Quốc Đầu (Kunigami), hay Bắc Xung Thằng (Bắc Okinawa)
    - Giọng Xung Thằng (Okinawa), hay Nam Xung Thằng (Nam Okinawa)

  - Nhóm Cung Cổ (Miyako)
  - Nhóm Bát Trọng Sơn (Yaeyama)
  - Nhóm Dữ Na Quốc (Yonaguni)

Trong các ngôn ngữ trên, tuyệt đại đa số là được sử dụng bởi một thiểu số rất ít người, một số ngôn ngữ chỉ có vài trăm người sử dụng. Ngoài tiếng Nhật, duy có một ngôn ngữ có số người sử dụng gần 1 triệu là tiếng miền Trung Okinawa (xem thêm Bàn đồ Okinawa, 1990). Tất cả 11 ngôn ngữ còn lại đều không thể dùng để giao tiếp với tiếng Nhật vì sự dị biệt tới mức không hiểu nổi giữa các ngôn ngữ này.

## Các ngôn ngữ chính
Bảng dưới tóm tắt một số đặc điểm của các ngôn ngữ chính trong ngữ hệ Nhật:
| Ngôn ngữ                 | Nhận xét khái lược |
| ------------------------ | --- |
| Tiếng Nhật               | Khoảng 127 triệu người sử dụng, 2 phương ngữ chính là tiếng Nhật miền Tây và tiếng Nhật miền Đông, phương ngữ của vùng Kagoshima chỉ giống tiếng Tokyo khoảng 84%, có thể có quan hệ họ hàng với tiếng Triều Tiên.                                                                    |
| Tiếng miền Trung Okinawa | 984.285 người (theo số liệu năm 2000 của WCD). Chỉ giống tiếng Tokyo khoảng 62 tới 70% nên người chỉ biết tiếng này hầu như không hiểu được, hoặc rất khó hiểu, tiếng Nhật cũng như là các ngôn ngữ khác thuộc chi Ryukyu. Tổng cộng dân số của người Okinawa là khoảng 1,2 triệu.    |
| Tiếng Yaeyama            | Dân Yaeyama có 47.636 người, chủ yếu tập trung tại Nam Okinawa và phân tán tại các đảo phụ cận. Người chỉ biết tiếng này cũng hầu như không thể hiểu được tiếng Tokyo và các tiếng khác thuộc chi Ryukyu, dẫu rằng các số liệu khi so sánh giữa các ngôn ngữ này khác nhau khá nhiều. |
| Tiếng Miyako             | Sắc tộc này có tổng cộng 67.653 người (2000 WCD), phân bố tại Nam Okinawa và các đảo phụ cận, trong đó có đảo Miyako. Tiếng Miyako có nhiều phương ngữ, bản thân các phương ngữ này cũng khác nhau nhiều, dẫu rằng vẫn có thể dùng các phương ngữ này giao tiếp với nhau được.        |
| Tiếng Bắc Amami-Oshima   | Được 10.000 người sử dụng (2004), chủ yếu tại vùng Tây Bắc Okinawa và bắc phần đảo Amami-oshima. |
| Tiếng Yonaguni           | 800 người (2004). Nam Okinawa và đảo Yonaguni |
| Tiếng Yoron              | 950 người (2004). Trung châu và bắc phần Okinawa; đảo Yoron |
| Tiếng Nam Amami-Oshima   | 1.800 người (2004). Bắc Okinawa, bắc Amami-oshima, các đảo Kakeroma, Yoro và Uke |
| Tiếng Oki-No-Erabu       | 3.200 người (2004). Bắc và trung phần Okinawa; đảo Oki-no-erabu. |
| Tiếng Toku-No-Shima      | 5.100 người (2004). Bắc Okinawa; đảo Toku-no-shima, thổ ngữ duy nhất là Kametsu |
| Tiếng Kunigami           | 5.000 người (2004), Trung Okinawa và các đảo Iheya, Izena, Ie-jima, Sesoko |
| Tiếng Kikai              | 13.066 người (2000 WCD). Đông bắc Okinawa; đảo Kikai. |